# Кишкенеталдыкудук
Кишкенеталдыкудук (каз. Кішкенеталдықұдық) — село в Казталовском районе Западно-Казахстанской области Казахстана. Входит в состав Акпатерского сельского округа. Код КАТО — 274833200.

## Население
В 1999 году население села составляло 237 человек (118 мужчин и 119 женщин). По данным переписи 2009 года, в селе проживало 117 человек (60 мужчин и 57 женщин).